# Brahmavaivartapurana
Brahmavaivartapurana (Sanskrit ब्रह्मवैवर्तपुराण, brahmavaivartapurāṇa n) ist eines der spätesten von 18 Puranas. Im Mittelpunkt stehen Krishna sowie Erzählungen über seine Liebesbeziehung zu den Gopis und insbesondere Radha.

## Themen
brahma-vaivarta bedeutet "die Umwandlung des Brahman", wobei letzteres hier mit Krishna gleichgesetzt wird. Ein Hauptthema ist die Schöpfung des Weltalls, das als Umwandlung, d. h. physische Manifestation, gedacht wird. Weitere Themen sind eine mythische Urmaterie, ein Abschnitt über Medizin und ein Bericht über Krishna und seine Liebesabenteuer mit den Gopis, vor allem Radha.
Radha wird im Bhagavatapurana noch nicht namentlich genannt, spielt aber eine wichtige Rolle im Brahmavaivartapurana, das einige Jahrhunderte später zu datieren ist. Während Krishna für die Seele der Welt steht, symbolisiert Radha deren Körper, und beide sind unerlässlich für die Schöpfung. Durch ihre Inkarnation bringen sie gleichsam die himmlische Welt von Vrindavan auf Erden herab.